# تييري مارتنز
تييري مارتنز هو صحفي بلجيكي، ولد في 29 يناير 1942 في لوفان في بلجيكا، وتوفي في 27 يونيو 2011 في Saint-Josse-ten-Noode ‏ في بلجيكا.